# Джим-Хогг
Округ Джим-Хогг (англ. Jim Hogg county) — округ штата Техас Соединённых Штатов Америки. На 2000 год в нем проживало 5281 человек. По оценке бюро переписи населения США в 2008 году население округа составляло 5016 человек. Окружным центром является город Хебронвилл.

## История
Округ Джим-Хогг был сформирован в 1913 году из участков округов Брукс и Дувол. Он был назван в честь Джеймса Стивена Хогга, 20-го губернатора Техаса.

## География
По данным бюро переписи населения США площадь округа Джим-Хогг составляет 2943 км², из которых 2943 км² — суша, а 0 км² — водная поверхность (0,00 %).